# Gondophares

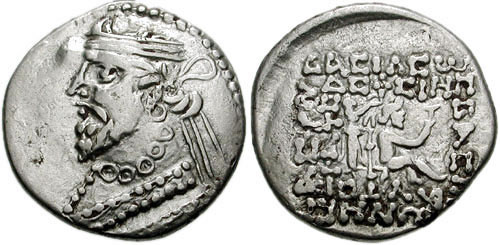
Münze des Gondophares in parthischem Stil

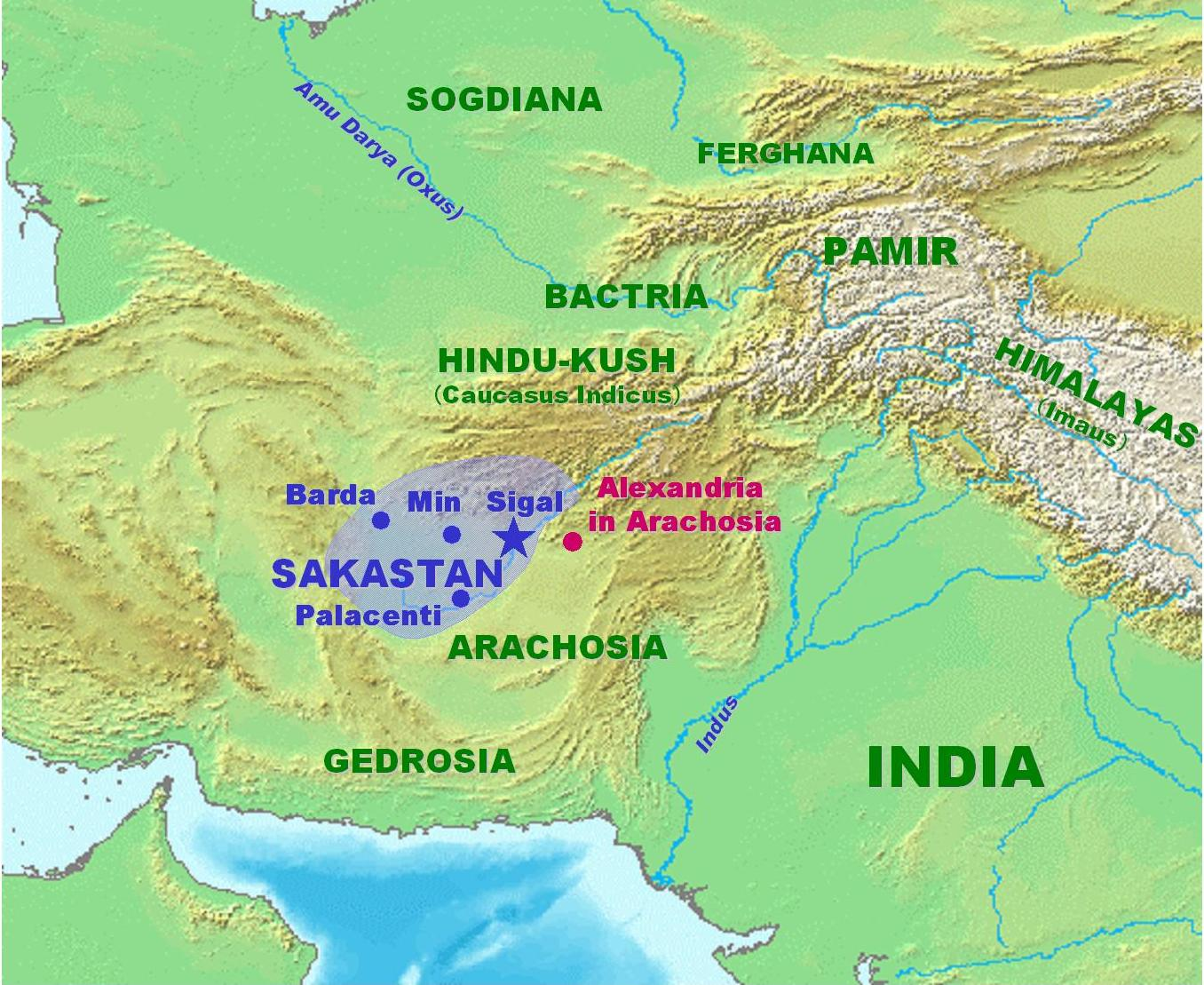
Karte von Drangiana (Sakastan) ca. 100 v. Chr.

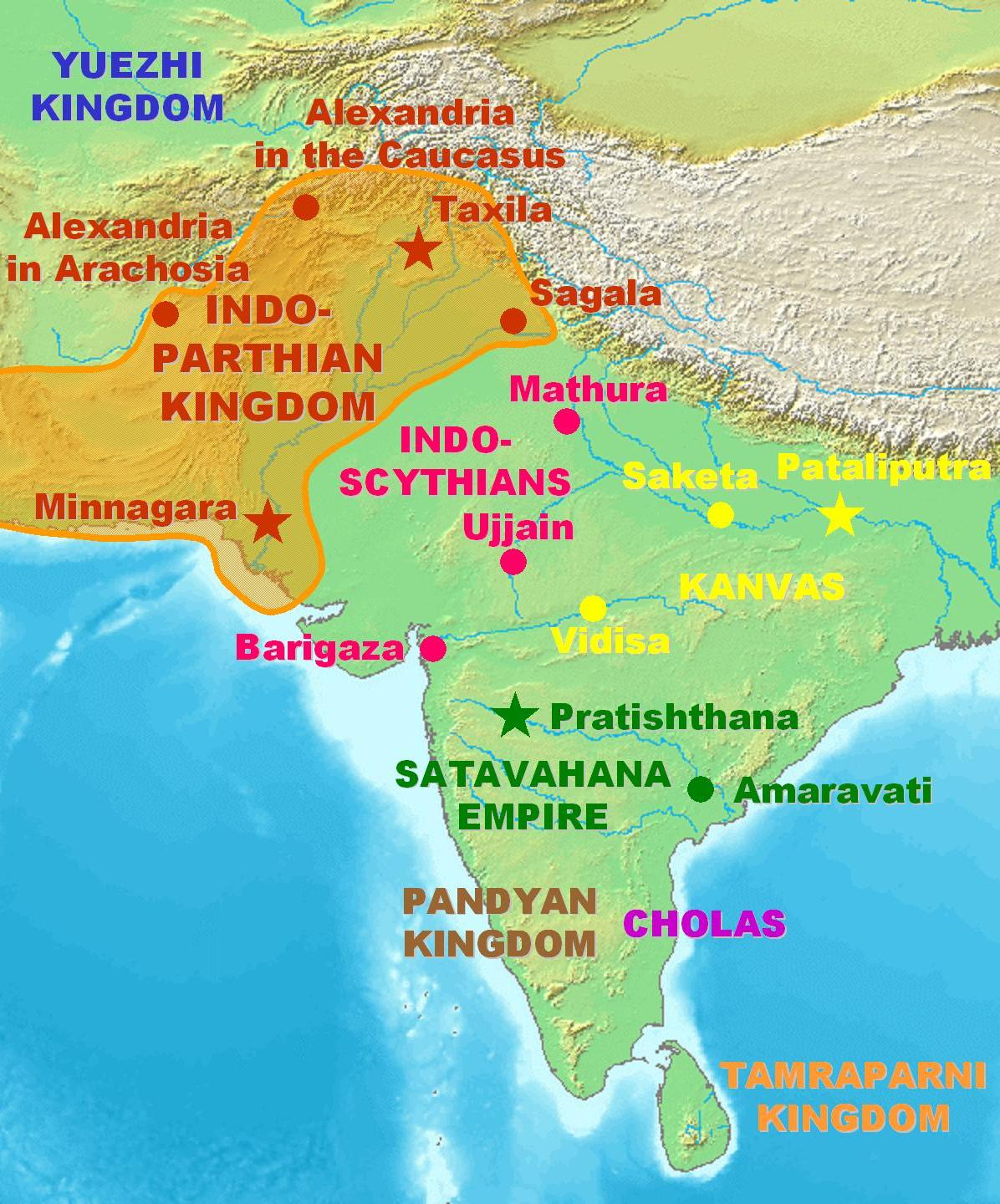
Karte des indo-parthischen Königreichs unter Gondophares

Gondophares I. (Gudapharasa auf seinen Münzen) war ein indo-parthischer König.
Er gilt als der Begründer des Indo-Parthischen Königreiches und war wohl ein parthischer Lokalfürst, bevor er König wurde. Gondophares regierte von 20 n. Chr. bis etwa 50 n. Chr. Gondophares ist nur von Münzen und einer Inschrift aus Takht-i-Bahi bekannt (dieser Fundort der Inschrift ist nicht ganz sicher), wo er als Maharaja Guduvhara erscheint. In dieser Inschrift ist ein 26. Regierungsjahr bezeugt. Dieses Jahr fällt in das Jahr 103 einer nicht genannten Ära, aber wohl die des indo-skythischen Herrschers Azes I., die als Vikrama-Ära bekannt ist. Diese Ära beginnt 57 v. Chr., womit der Beginn der Regierungszeit von Gondophares genau auf 20 n. Chr. berechnet werden kann. Die Inschrift hat eine Weihung seitens eines lokalen Adligen zum Inhalt, nennt aber auch einen Prinzen Kapa (erjhuna Kapa), der vielleicht mit dem ersten Kuschanaherrscher Kujula Kadphises zu identifizieren ist.
Die Hauptstadt von Gondophares war Taxila im heutigen Pakistan. Anhand von Münzfunden kann angenommen werden, dass er den Punjab und das Tal von Kabul beherrschte. Auf seinen Münzen, die er in Silber und Kupfer prägte, trägt er den hellenistischen Titel Autokratôr. Sie zeigen griechische (zum Beispiel Nike oder Pallas), aber auch indische Gottheiten wie Shiva. Die Münzen lassen sich in drei Gruppen unterteilen. Aus Sistan stammen Silberdrachmen in einem typischen parthischen Format. Sie zeigen das Bild des Herrschers auf der Vorderseite. Auf der Rückseite erscheint der Herrscher thronend mit einer Viktoria, die ihn krönt. Münzen aus Taxila zeigen auf der Rückseite Zeus oder die Athene. Prägungen aus Kandahar zeigen eine geflügelte Viktoria.
Gondophares ist aber vor allem aus den Apokryphen bekannt, dort erscheint er in den Akten des Apostels Thomas. Der Apostel Thomas gelangte als Sklave nach Taxila an den Hof des Gondophares und seines Bruders Gad. Dort sollte er für den König einen Palast bauen, gab das Geld aber für die Armen aus. Als er zur Rede gestellt wurde, meinte er, dass er einen Palast im Himmel errichtet habe. Darauf wollte Gondophares Thomas bestrafen, doch hatte Gad im Schlaf die Vision von einem himmlischen Palast. Thomas durfte weiterziehen und wurde zum Apostel der Inder. Die Geschichte wurde lange Zeit als Legende ohne historische Basis abgetan, bis im 19. Jahrhundert Münzen von Gondophares auftauchten, dessen Existenz damit bewiesen war.
Der Name Gondophares wurde von einigen Nachfolgern als Königstitel benutzt.

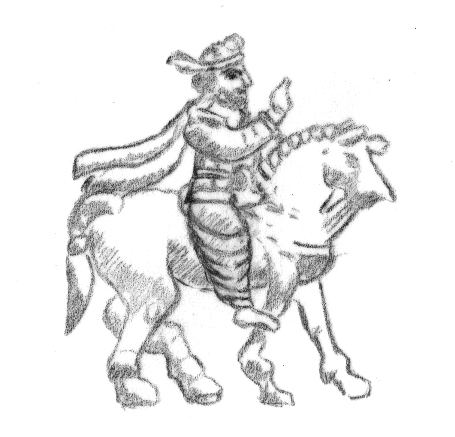
Gondophares in parthischer Kleidung zu Pferde. Zeichnung nach einer Münze.